# شهر قصه (فیلم)
شهر قصه فیلمی به کارگردانی منوچهر انور و نویسندگی منوچهر انور و بیژن مفید محصول سال ۱۳۵۲ است. این فیلم بر اساس نمایش شهر قصه اجرا شده در ۱۳۴۷ ساخته شده است.

## بازیگران
- پروانه معصومی: گوینده
- سینا سوزنی: آقاموشه
- محمد مغیلان: فیل
- ناصر آقایی: روباه
- بهرام کیانی: طوطی
- محمد کلاهدوزان: خرس
- فردوس کاویانی: میمون
- جمشید لایق: بز
- مجید مظفری: خر
- زهره اصلان پور: خاله سوسکه
- محمد ابهری: شتر
- مهدی منتظر: سگ
- منوچهر جهانگیری: قاطر
- حسین فرور: اسب
- پرویز اشتری
- ناصر مجدآبادی
- درویش شیدا
- صلاح الدین کامیاب
- همایون معارف
- علی جاویدان
- گروهی از مردم شهر بم

## خلاصه داستان
قصه گوي شهر قصه (پروانه معصومي) داستان فيلي (محمد مغيلان) را بازگو مي كند كه به عنوان جانوري غريبه وارد شهر قصه مي شود و توجه همة حيوان ها را برمي انگيزد. روباه ( ناصر آقايي) و ميمون (فردوس كاوياني) و خر (مجيد مظفري) و شتر (محمد ابهري) و بز (جمشيد لايق) و سگ (مهدي منتظر) با طرح نقشه اي در اندازه و جاي خرطوم، عاج و ساير اعضاي بدن فيل تغييراتي مي دهند و سرانجام براي حفظ زيبايي و تعادل آنها را به يغما مي برند. عاقبت فيل متوجه مي شود كه با خوش باوري ظاهر و حتي هويت خود را از دست داده است

## لوکیشن
ارگ تاریخی شهر بم لوکیشن این فیلم برای فیلمبرداری بود‌